# Theopompella heterochroa
Theopompella heterochroa är en bönsyrseart som beskrevs av Gerstaecker 1883. Theopompella heterochroa ingår i släktet Theopompella och familjen Liturgusidae. Inga underarter finns listade i Catalogue of Life.